# Ceres (planeta enano)
Ceres, el cuerpo menor del sistema solar n.º 1, es un planeta enano y el objeto astronómico más grande del cinturón de asteroides, región del sistema solar que se encuentra entre las órbitas de Marte y Júpiter. Fue el primer asteroide descubierto, el 1 de enero de 1801, por el astrónomo y sacerdote Giuseppe Piazzi desde el Observatorio Astronómico de Palermo en Italia. Originalmente fue considerado un planeta, pero se catalogó como asteroide en la década de 1850 cuando se empezaron a descubrir otros objetos en órbitas similares. A comienzos del siglo XXI, tras la redefinición de «planeta», fue reclasificado en planeta enano, siendo además el único completamente dentro de la órbita de Neptuno. Su diámetro de aproximadamente 945 km lo convierte en el 33.º objeto conocido más grande del sistema solar. Se estima que su masa es un tercio de la masa total del cinturón de asteroides, siendo el único objeto de dicho cinturón que ha alcanzado el equilibrio hidrostático.
Visto desde la Tierra, su magnitud aparente oscila entre 6,7 y 9,3; por lo tanto, es demasiado débil para ser observado a simple vista excepto en las oposiciones más favorables y bajo cielos muy oscuros. Como resultado, las características de su superficie son apenas visibles incluso con los telescopios más potentes, y poco se sabía sobre él hasta que la sonda robótica de la NASA, Dawn, se acercó a Ceres para su misión orbital en 2015.
Dawn descubrió que la superficie está compuesta por una mezcla de hielo de agua y diversos minerales hidratados como carbonatos y arcillas. Los datos de gravedad sugieren que el interior de Ceres podría estar diferenciado en un núcleo rocoso y un manto de hielo, y existir un océano bajo la capa de hielo. Aunque es probable que Ceres carezca de un océano interno de agua líquida, las salmueras todavía fluyen a través del manto exterior y llegan a la superficie, lo que permite que criovolcanes como el Ahuna Mons se formen aproximadamente cada cincuenta millones de años. Esto convierte a Ceres en el cuerpo criovolcánico conocido más cercano al Sol, y las salmueras proporcionan un hábitat potencial para la vida microbiana. 
En enero de 2014 se detectaron emisiones de vapor de agua de varias regiones de Ceres, creando una atmósfera tenue y transitoria conocida como exosfera, un hecho imprevisto en los grandes objetos del cinturón de asteroides y sello distintivo de los cometas.

## Historia

### Descubrimiento

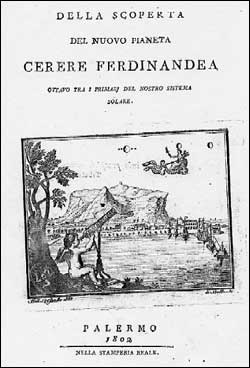
Portada del libro de Giuseppe Piazzi titulado Della scoperta del nuovo pianeta Cerere Ferdinandea ottavo tra i primarj del nostro sistema solare, en el que anuncia el descubrimiento.

En los años transcurridos entre la aceptación del heliocentrismo en el siglo XVIII y el descubrimiento de Neptuno en 1846, varios astrónomos argumentaron que las leyes matemáticas predecían la existencia de un planeta oculto o desaparecido entre las órbitas de Marte y Júpiter. En 1596, el astrónomo teórico Johannes Kepler creía que las proporciones entre las órbitas planetarias se ajustarían al «diseño de Dios» sólo con la adición de dos planetas: uno entre Júpiter y Marte, y otro entre Venus y Mercurio.
Otros teóricos, como Immanuel Kant, se preguntaron si la brecha había sido creada por la gravedad de Júpiter; en 1761, el astrónomo y matemático Johann Heinrich Lambert cuestionó:

¿Y quién sabe si ya faltan planetas que se separaron del vasto espacio entre Marte y Júpiter? ¿Se aplica entonces tanto a los cuerpos celestes como a la Tierra que los más fuertes irritan a los más débiles y que Júpiter y Saturno están destinados a saquearlos para siempre?

En 1772, el astrónomo alemán Johann Elert Bode, citando a Johann Daniel Titius, publicó una fórmula más tarde conocida como la ley de Titius-Bode que parecía predecir las órbitas de los planetas conocidos, pero por una brecha inexplicable entre Marte y Júpiter. Esta fórmula predijo que debería haber otro planeta con un radio orbital cercano a 2,8 ua —420 millones de km— del Sol. El descubrimiento por William Herschel de Urano en 1781, cerca de la distancia predicha para un planeta más allá de Saturno, incrementó la creencia en la ley de Titius-Bode. En el congreso astronómico que tuvo lugar en la ciudad alemana de Gotha en 1796, el francés Joseph Lalande recomendó su búsqueda. Entre cinco grupos de astrónomos se repartieron el zodiaco en la búsqueda del quinto planeta y, en 1800, veinticuatro astrónomos expertos encabezados por Franz Xaver von Zach, editor de la revista astronómica alemana Monatliche Correspondenz (Correspondencia mensual) y a quienes se les apodó la «policía celeste», combinaron sus esfuerzos y comenzaron una búsqueda metódica del planeta propuesto. Si bien no encontraron a Ceres, sí que descubrieron Palas, Juno y Vesta.
Uno de los astrónomos seleccionados para la búsqueda fue el sacerdote católico Giuseppe Piazzi del Observatorio Astronómico de Palermo. Antes de recibir su invitación para unirse al grupo de observación, Piazzi descubrió Ceres el 1 de enero de 1801 mientras buscaba «la [estrella] 87.ª del Catálogo de las estrellas zodiacales del Sr. Lacaille», pero descubrió que «estaba precedida por otra». En lugar de una estrella, Piazzi había encontrado un objeto parecido a una estrella en movimiento, que primero pensó que se trataba de un cometa. Piazzi observó a Ceres veinticuatro veces, siendo el último avistamiento el 11 de febrero de 1801, cuando una enfermedad interrumpió su trabajo. Anunció su descubrimiento el 23 de enero mediante correspondencia a sus compañeros astrónomos, su compatriota Barnaba Oriani de Milán, Bode en Berlín y von Zach. Lo reportó como un cometa, pero «dado que su movimiento es tan lento y bastante uniforme, se me ha ocurrido varias veces que podría ser algo mejor que un cometa». En abril, Piazzi envió sus observaciones completas a Oriani, Bode y al astrónomo francés Joseph Lalande. La información fue publicada en la edición de septiembre de ese mismo año de la Monatliche Correspondenz.
En ese momento, la posición aparente de Ceres había cambiado —principalmente debido al movimiento de la Tierra alrededor del Sol—, y estaba demasiado cerca del resplandor del Sol para que otros astrónomos confirmaran las observaciones de Piazzi. Hacia final de año, Ceres debería haber sido visible de nuevo, pero después de tanto tiempo, era difícil predecir su posición exacta. Para relocalizar a Ceres, el matemático Carl Friedrich Gauss, que por aquel entonces tenía veinticuatro años, desarrolló un eficiente método de determinación de órbitas. Predijo el camino de Ceres en pocas semanas y envió sus resultados a von Zach. El 31 de diciembre, von Zach y su compañero Heinrich Wilhelm Olbers encontraron a Ceres cerca de la posición predicha y continuaron registrando su posición. A 2,8 ua del Sol, Ceres parecía ajustarse a la ley de Titius-Bode casi perfectamente; cuando Neptuno fue descubierto en 1846, 8 ua más cerca de lo previsto, la mayoría de los astrónomos concluyeron que la ley era mera coincidencia.
Los primeros observadores fueron capaces de calcular el tamaño de Ceres sólo dentro de un orden de magnitud. Herschel subestimó su diámetro en 260 km en 1802; en 1811, el astrónomo alemán Johann Hieronymus Schröter lo sobreestimó en 2613 km. En la década de 1970, la fotometría infrarroja permitió mediciones más precias de su albedo, y se determinó que el diámetro de Ceres estaba dentro del 10 % de su valor real de 939 km.
En 1801, varios meses después del descubrimiento del «planeta enano», el conocido filósofo alemán Georg Wilhelm Friedrich Hegel publicó su tesis de habilitación De orbitis planetarum, en la que describía que el sistema solar sólo podía tener siete planetas, lo cual contradecía la existencia de Ceres.

### Denominación y símbolo
El nombre propuesto por Piazzi para su descubrimiento fue Ceres Ferdinandea: Ceres en honor a la diosa romana de la agricultura y la fecundidad, cuyo hogar terrenal y templo más antiguo se encontraba en Sicilia; y Ferdinandea en honor al monarca y mecenas de Piazzi, Fernando III de Sicilia. El apellido Ferdinandea se eliminó posteriormente por razones políticas. Antes de que von Zach redescubriera Ceres en diciembre de 1801, este se refería al planeta como Hera, y Bode se refería a él como Juno. A pesar de las objeciones de Piazzi, estos nombres ganaron popularidad en Alemania antes de que se confirmara la existencia del objeto, pero una vez que lo fue, los astrónomos optaron por el nombre de Piazzi.
El cerio, un elemento químico de tierras raras del grupo de los lantánidos descubierto en 1803 lleva el nombre del planeta.
El antiguo símbolo astronómico de Ceres, todavía utilizado en astrología, es una hoz (  ). La hoz era uno de los símbolos clásicos de la diosa Ceres y fue sugerido, aparentemente de forma independiente, por von Zach y Bode en 1802. Es similar en forma al símbolo de Venus (), pero con una ruptura en el círculo. Anteriormente existieron algunas variantes del símbolo de Ceres, incluyendo  (simulando la letra "C" inicial del nombre), , y . El símbolo genérico del asteroide de un disco numerado (1), se introdujo en 1867 y rápidamente se convirtió en la norma.

### Clasificación
La categorización de Ceres ha cambiado más de una vez y ha sido objeto de cierto desacuerdo. Bode creía que era el «planeta perdido» que había propuesto que existiera entre Marte y Júpiter. A Ceres se le asignó un símbolo planetario y permaneció como planeta en libros y tablas de astronomía —junto con Palas, Juno y Vesta— durante más de medio siglo.[cita requerida]
A medida que se descubrían otros objetos en las cercanías de Ceres, los astrónomos comenzaron a sospechar que representaba el primero de una nueva clase de objetos. Cuando se descubrió Palas en 1802, Herschel acuñó el término asteroide —parecido a una estrella— para estos cuerpos,[cita requerida] escribiendo que «se parecen tanto a las estrellas pequeñas que apenas se distinguen de ellas, incluso por muy buenos telescopios». En 1852, Johann Franz Encke, en el Berliner Astronomisches Jahrbuch, declaró que el sistema tradicional de otorgar símbolos planetarios era demasiado engorroso para estos nuevos objetos e introdujo un nuevo método de colocar números antes de sus nombres en orden de descubrimiento. El sistema de numeración comenzó inicialmente con el quinto asteroide, (5) Astrea como número 1, pero en 1867, Ceres fue adoptado en el nuevo sistema bajo el nombre de (1) Ceres.
En la década de 1860, los astrónomos aceptaron ampliamente que existía una diferencia fundamental entre los planetas principales y los asteroides como Ceres, aunque la palabra «planeta» aún no se había definido con precisión.[cita requerida] En la década de 1950, los científicos generalmente dejaron de considerar a la mayoría de los asteroides como planetas, pero Ceres en ocasiones conservó su estatus después de eso debido a su complejidad geofísica similar a la de un planeta. Después, en 2006, el debate en torno a Plutón llevó a llamados a una definición de planeta y a la posible reclasificación de Ceres, tal vez incluso a su restablecimiento general como planeta.[cita requerida] Una propuesta ante la Unión Astronómica Internacional (UAI), el organismo mundial responsable de la nomenclatura y clasificación astronómica, definió un planeta como «un cuerpo celeste que (a) tiene suficiente masa para que su propia gravedad supere las fuerzas de los cuerpos rígidos de modo que asuma una forma de equilibrio hidrostático (casi redonda), y (b) está en órbita alrededor de una estrella, y no es ni una estrella ni un satélite de un planeta».[cita requerida] Si esta resolución hubiera sido adoptada, habría convertido a Ceres en el quinto planeta en orden desde el Sol,[cita requerida] pero el 24 de agosto de 2006, la asamblea adoptó el requisito adicional de que un planeta debe haber «despejado la vecindad alrededor de su órbita». Ceres no es un planeta porque no domina su órbita, compartiéndola como lo hace con los miles de otros asteroides en el cinturón de asteroides y constituyendo sólo alrededor del 40 % de la masa total del cinturón. Los cuerpos que cumplían con la primera definición propuesta pero no con la segunda, como Ceres, fueron clasificados como planetas enanos.[cita requerida] Los geólogos planetarios todavía ignoran a menudo esta definición y consideran que Ceres es un planeta de todos modos.
Ceres es un planeta enano, pero existe cierta confusión sobre si también es un asteroide. Una página web de la NASA afirma que Vesta, el segundo objeto más grande del cinturón, es el asteroide más grande.[cita requerida] La UAI ha sido ambigua sobre el tema,[cita requerida] aunque su Centro de Planetas Menores, la organización encargada de catalogar tales objetos, señala que los planetas enanos pueden tener designaciones duales,[cita requerida] y el nomenclátor conjunto de la UAI/USGS/NASA clasifica a Ceres como un asteroide y un planeta enano.[cita requerida]

## Órbita

Órbita de Ceres.

Ceres sigue una órbita entre Marte y Júpiter, en medio del cinturón de asteroides, con un periodo orbital de 4,6 años terrestres. En comparación a otros planetas y planetoides, la órbita está moderadamente inclinada en relación con la de la Tierra; su inclinación (i) es de 10,6°, frente a los 7° de Mercurio y los 17° de Plutón). También es ligeramente alargado, con una excentricidad (e) de 0,08°, frente a los 0,09° de Marte.
Ceres no forma parte de una familia de asteroides probablemente debido a su gran proporción de hielo, ya que los cuerpos más pequeños con la misma composición se habrían sublimado a nada a lo largo de la edad del sistema solar. En un momento se pensó que era un miembro de la «familia de Gefion», cuyos miembros comparten elementos orbitales similares propios, lo que sugiere un origen común a través de una colisión de asteroides en el pasado. Posteriormente se descubrió que Ceres tenía una composición diferente a la de la familia de Gefion y parece ser un intruso, con elementos orbitales similares pero no un origen común.

### Resonancias
Debido a sus pequeñas masas y grandes separaciones, los objetos dentro del cinturón de asteroides rara vez caen en resonancias gravitatorias entre sí. Sin embargo, Ceres es capaz de capturar otros asteroides en resonancias temporales 1:1 —convirtiéndolos en troyanos temporales— durante períodos de unos pocos cientos de miles a más de dos millones de años. Se han identificado cincuenta objetos de este tipo. Ceres está cerca de una resonancia orbital de movimiento medio de 1:1 con Palas —sus períodos orbitales adecuados difieren en un 0,2 %—, pero no lo suficientemente cerca como para ser significativo en escalas de tiempo astronómicas.

## Rotación e inclinación axial
El período de rotación de Ceres es de 9 horas y 4 minutos; el pequeño cráter ecuatorial de Kait es seleccionado como su meridiano cero.[cita requerida] Ceres tiene una inclinación axial de 4°, lo suficientemente pequeña como para que sus regiones polares contengan cráteres permanentemente sombreados que se espera que actúen como trampas frías y acumulen hielo de agua con el tiempo, similar a lo que ocurre en la Luna y Mercurio. Se espera que alrededor del 0,14 % de las moléculas de agua liberadas de la superficie terminen en las trampas, saltando un promedio de tres veces antes de escapar o quedar atrapadas.
Dawn, la primera sonda espacial en orbitar Ceres, determinó que el eje polar norte apunta a una ascensión recta de 19 h 25 min 40,3 s (291,418°), declinación de +66° 45' 50" —aproximadamente 1,5 grados de Altais—, lo que significa una inclinación axial de 4°. Esto significa que Ceres actualmente ve poca o ninguna variación estacional en la luz solar según la latitud.[cita requerida] La influencia gravitatoria de Júpiter y Saturno en el transcurso de tres millones de años ha desencadenado cambios cíclicos en la inclinación axial de Ceres, que van de dos a veinte grados, lo que significa que la variación estacional en la exposición al Sol ha ocurrido en el pasado, con el último período de actividad estacional hace 14 000 años. Aquellos cráteres que permanecen en la sombra durante los períodos de máxima inclinación axial son los más propensos a retener hielo de agua de erupciones o impactos cometarios a lo largo de la edad del sistema solar.[cita requerida]

## Geología

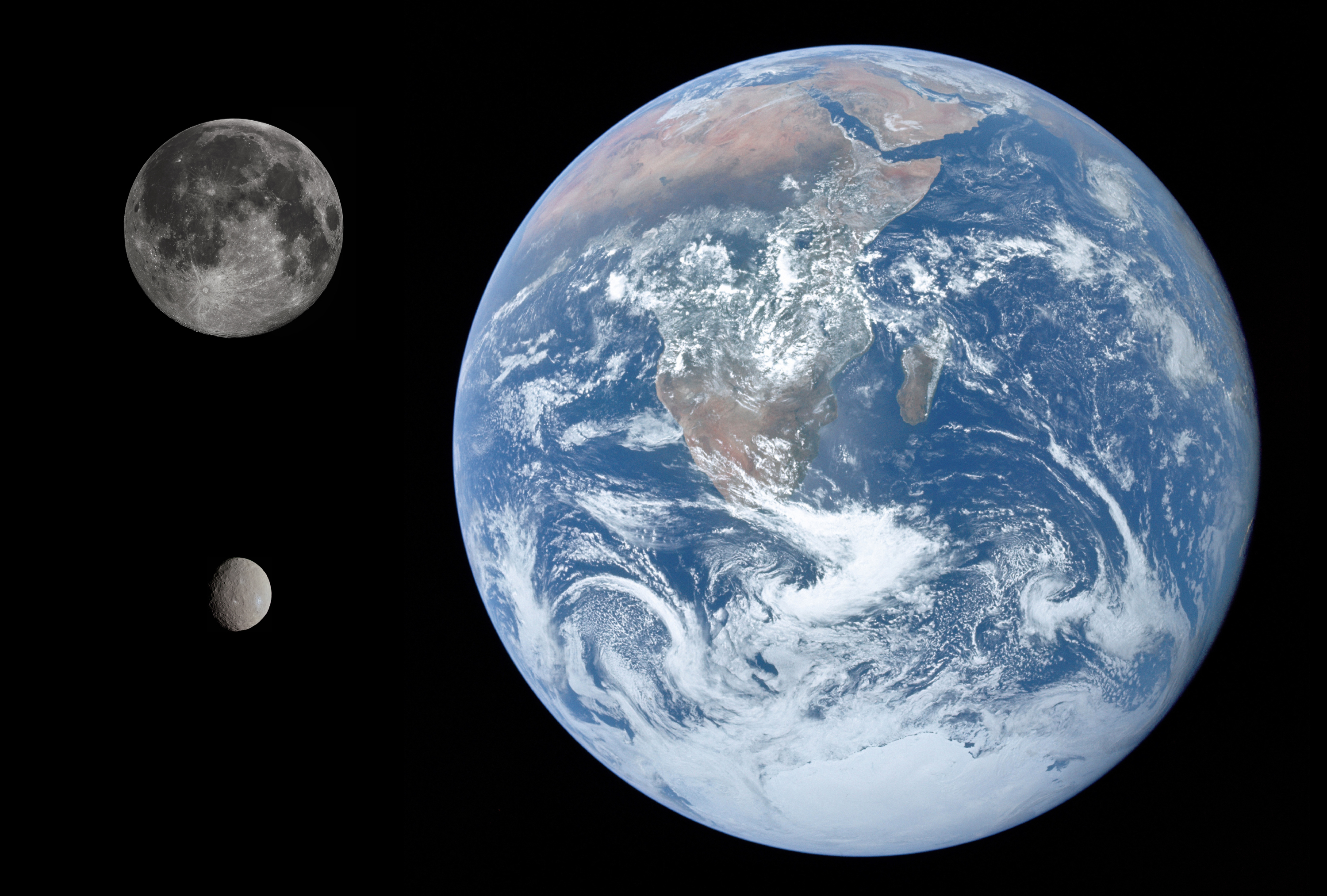
Comparación de Ceres, la Tierra y la Luna.

Ceres es el asteroide más grande del cinturón principal de asteroides. Ha sido clasificado como un asteroide de tipo C o carbonáceo y, debido a la presencia de minerales de arcilla, como un asteroide de tipo G. Tiene una composición similar, pero no idéntica, a la de los meteoritos de condrita carbonácea. Es un esferoide achatado, con un diámetro ecuatorial un 8 % mayor que su diámetro polar. Las mediciones de la sonda espacial Dawn encontraron un diámetro medio de 939,4 km y una masa de 9,38 × 1020 kg. Esto le da a Ceres una densidad de 2,16 gm/cm³, lo que sugiere que una cuarta parte de su masa es hielo de agua.
Ceres constituye el 40 % de la masa estimada (2394 ± 5) × 1018 kg del cinturón de asteroides, y tiene 3½ veces la masa del siguiente asteroide, Vesta, pero es solo el 1,3 % de la masa de la Luna. Está cerca de encontrarse en equilibrio hidrostático, pero algunas desviaciones de una forma de equilibrio aún no se han explicado. Suponiendo que esté en equilibrio, Ceres es el único planeta enano con un período orbital menor que el de Neptuno.[cita requerida] Los modelos han sugerido que el material rocoso de Ceres está parcialmente diferenciado, y que puede poseer un núcleo pequeño, pero los datos también son consistentes con un manto de silicatos hidratados y sin núcleo. Debido a que la Dawn carecía de magnetómetro, no se sabe si Ceres tiene un campo magnético, pero se cree que no.[cita requerida] La diferenciación interna de Ceres puede estar relacionada con su falta de un satélite natural, ya que se cree que los satélites de los asteroides del cinturón principal se forman principalmente a partir de la interrupción de colisiones, creando una estructura indiferenciada de pilas de escombros.

### Superficie

#### Composición
La composición de la superficie de Ceres es homogénea a escala global, y es rica en carbonatos y filosilicatos amoniacales que han sido alterados por el agua, aunque el hielo de agua en el regolito varía desde aproximadamente el 10 % en latitudes polares hasta mucho más seco, incluso sin hielo, en las regiones ecuatoriales.
Los estudios realizados por el telescopio espacial Hubble muestran grafito, azufre y dióxido de azufre en la superficie de Ceres. El grafito es evidentemente el resultado de la meteorización espacial en las superficies antiguas de Ceres; los dos últimos son volátiles en condiciones cererianas y se esperaría que escaparan rápidamente o se asentaran en trampas frías, por lo que evidentemente están asociados con áreas con actividad geológica relativamente reciente.[cita requerida]
Se detectaron compuestos orgánicos en el cráter Ernutet, y existen al menos otras once regiones candidatas a albergarlos que sugieren una naturaleza endógena. La mayor parte de la superficie cercana del planeta es rica en carbono, con aproximadamente un 20 % de masa. El contenido de carbono es más de cinco veces mayor que en los meteoritos de condrita carbonácea analizados en la Tierra. El carbono de la superficie muestra evidencia de estar mezclado con productos de las interacciones roca-agua, como las arcillas. Esta química sugiere que Ceres se formó en un ambiente frío, tal vez fuera de la órbita de Júpiter, y que se acrecentó a partir de materiales ultra ricos en carbono en presencia de agua, lo que podría proporcionar condiciones favorables para la química orgánica.

#### Cráteres
La sonda Dawn reveló que Ceres tiene una superficie llena de cráteres, aunque con menos cráteres grandes de lo esperado. Los modelos basado en la formación del cinturón de asteroides actual habían predicho que Ceres debería tener de diez a quince cráteres de más de 400 km de diámetro. El cráter más grande confirmado en Ceres, la cuenca de Kerwan, tiene 284 km de ancho. La razón más probable de esto es la relajación viscosa de la corteza que aplana lentamente los impactos más grandes.
La región del polo norte de Ceres muestra muchos más cráteres que la región ecuatorial, y la región ecuatorial oriental en particular presenta relativamente pocos cráteres. La frecuencia de tamaño total de los cráteres de entre 20-100 km es consistente con que se originaron en el bombardeo intenso tardío, con cráteres fuera de las antiguas regiones polares probablemente borrados por el criovulcanismo temprano. Es probable que tres grandes cuencas poco profundas con bordes degradados sean cráteres erosionados. La más grande, Vendimia Planitia, con 800 km de ancho, es también el accidente geográfico más grande de Ceres.[cita requerida] Dos de los tres tienen concentraciones de amonio superiores a la media.
La Dawn observó 4423 rocas de más de 105 m de diámetro en la superficie de Ceres. Es probable que estas rocas se formasen a través de impactos, y se encuentran dentro o cerca de cráteres, aunque no todos los cráteres contienen rocas. Las rocas más grandes son más numerosas en latitudes más altas. Las rocas de Ceres son frágiles y se degradan rápidamente debido al estrés térmico —la temperatura de la superficie cambia rápidamente al amanecer y al atardecer—, y a los impactos de meteoritos. Su edad máxima se estima en 150 millones de años, mucho más corta que la vida útil de las rocas en Vesta.

#### Características tectónicas
Aunque Ceres carece de tectónica de placas, con la gran mayoría de las características de su superficie vinculadas a impactos o a la actividad criovolcánica,[cita requerida] varias características potencialmente tectónicas han sido identificadas tentativamente en su superficie, particularmente en su hemisferio oriental. Las Samhain Catenae, fracturas lineales a escala kilométrica en la superficie de Ceres, carecen de cualquier vínculo aparente con los impactos y tienen un mayor parecido con las catenas, que son indicativas de fallas normales enterradas. Además, varios cráteres en Ceres tienen pisos poco profundos y fracturados consistentes con la intrusión criomagmática.

#### Criovulcanismo
Ceres tiene una montaña prominente, Ahuna Mons; parece ser un criovolcán y posee pocos cráteres, lo que sugiere una edad máxima de 240 millones de años. Su campo gravitacional relativamente alto sugiere que es denso y, por lo tanto, está compuesto más de roca que de hielo, y que su ubicación probablemente se deba al diapirismo de una lechada de partículas de salmuera y silicato de la parte superior del manto. Aproximadamente es la antípoda de la cuenca de Kerwan. La energía sísmica del impacto que forma Kerwan puede haberse concentrado en el lado opuesto de Ceres, fracturando las capas externas de la corteza y desencadenando el movimiento de criomagma de alta viscosidad sobre la superficie. Kerwan también muestra evidencia de los efectos de agua líquida debido al derretimiento por impacto del hielo superficiel.
Una simulación informática de 2018 sugiere que los criovolcanes de Ceres, una vez formados, retroceden debido a la relajación viscosa durante varios cientos de millones de años. El equipo identificó 22 características como fuertes candidatas para criovolcanes relajados en la superficie de Ceres. Yamor Mons, un antiguo pico lleno de cráteres de impacto, se parece a Ahuna Mons a pesar de ser mucho más antiguo, debido a que se encuentra en la región polar norte de Ceres, donde las temperaturas más bajas evitan la relajación viscosa de la corteza.[cita requerida] Los modelos sugieren que, en los últimos mil millones de años, se ha formado un criovolcán en Ceres en promedio cada cincuenta millones de años.[cita requerida] Las erupciones pueden estar relacionadas con antiguas cuencas de impacto, pero no se distribuyen uniformemente sobre Ceres.[cita requerida] El modelo sugiere que, contrariamente a los hallazgos en Ahuna Mons, los criovolcanes cererianos deben estar compuestos de material mucho menos denso que el promedio de la corteza de Ceres, o la relajación viscosa observada no podría ocurrir.
Un número inesperadamente grande de cráteres cererianos tienen fosas centrales, tal vez debido a procesos criovolcánicos; otros tienen picos centrales.[cita requerida] La sonda Dawn llegó a visualizar cientos de puntos brillantes (faculae), el más brillante en medio del cráter Occator de 80 km.[cita requerida] El punto brillante en el centro de Occator se llama Cerealia Facula,[cita requerida] y el grupo de puntos brillantes al este, Vinalia Faculae.[cita requerida] Occator posee un pozo de 9 a 10 km de ancho, parcialmente lleno por una cúpula central. El domo es posterior a las fáculas y es probable que se deba a la congelación de un depósito subterráneo, comparable a los pingos en la región ártica de la Tierra.[cita requerida] Una neblina aparece periódicamente sobre Cerealia, lo que apoya la hipótesis de que algún tipo de hielo desgasificado o sublimado formó los puntos brillantes.[cita requerida] En marzo de 2016, Dawn encontró evidencia definitiva de hielo de agua en la superficie de Ceres, concretamente en el cráter Oxo.[cita requerida]
El 9 de diciembre de 2015, científicos de la NASA informaron que los puntos brillantes en Ceres pueden deberse a un tipo de sal de salmuera evaporada que contiene sulfato de magnesio hexahidratado (MgSO4·6H2O); también se encontró que las manchas estaban asociadas con arcillas ricas en amoníaco.[cita requerida] En 2017 se informó que los espectros del infrarrojo cercano de estas áreas brillantes eran consistentes con una gran cantidad de carbonato de sodio (Na2CO3) y cantidades más pequeñas de cloruro de amonio (NH4Cl) o bicarbonato de amonio (NH4HCO3). Se ha sugerido que estos materiales se originan a partir de la cristalización de salmueras que llegaron a la superficie. En agosto de 2020, la NASA confirmó que Ceres era un cuerpo rico en agua con un depósito profundo de salmuera que se filtró a la superficie en cientos de lugares causando «puntos brillantes», incluidos los del cráter Occator.[cita requerida]

### Estructura interna
La activa geología de Ceres está impulsada por el hielo y las salmueras. Se estima que el agua lixiviada de la roca posee una salinidad de alrededor del 5 %. En total, Ceres aproximadamente un 50 % de agua en volumen —en comparación con el 0,1 % de la Tierra—, y un 73 % de roca en masa.
Los cráteres más grandes de Ceres tienen varios kilómetros de profundidad, lo que no es consistente con un subsuelo poco profundo rico en hielo. El hecho de que la superficie haya conservado cráteres de casi 300 km de diámetro indica que la capa más externa de Ceres es aproximadamente 1000 veces más fuerte que el hielo de agua. Esto es consistente con una mezcla de silicatos, sales hidratadas e clatrato de metano, con no más del 30 % de hielo de agua por volumen.[cita requerida]
Las mediciones de gravedad de Dawn han generado tres modelos que compiten entre sí para el interior de Ceres. En el modelo de tres capas, se cree que Ceres consiste en una corteza externa de 40 km de espesor de hielo, sales y minerales hidratados y un manto fangoso interno de roca hidratada, como arcillas, separada por una capa de 60 km de una mezcla fangosa de salmuera y roca.[cita requerida] No es posible saber si el interior profundo de Ceres contiene líquido o un núcleo de material denso rico en metal,[cita requerida] pero la baja densidad central sugiere que puede retener alrededor del 10 % de porosidad. Un estudio estimó que las densidades del núcleo y del manto/corteza eran de 2,46-2,90 y de 1,68-1,95 g/cm3 respectivamente, con el manto y la corteza juntos de 70-190 km de espesor. Solo se espera una deshidratación parcial del núcleo, aunque la alta densidad del manto en relación con el hielo de agua refleja su enriquecimiento en silicatos y sales. Es decir, el núcleo —si existe—, el manto y la corteza están formados por roca y hielo, aunque en diferentes proporciones.
La composición mineral de Ceres se puede determinar solo para sus 100 km exteriores. La corteza exterior sólida, de 40 km de espesor, es una mezcla de hielo, sales y minerales hidratados. Debajo de eso hay una capa que puede contener una pequeña cantidad de salmuera. Esto se extiende a una profundidad de al menos 100 km del límite de detección. Debajo de eso se cree que hay un manto dominado por rocas hidratadas como arcillas.[cita requerida]
En un modelo de dos capas, Ceres consiste en un núcleo de cóndrulos y un manto de hielo mixto y partículas sólidad de tamaño micrométrico. La sublimación del hielo en la superficie dejaría un depósito de partículas hidratadas de unos 20 m de espesor. El rango del grado de diferenciación es consistente con los datos, desde un gran núcleo de 360 km compuesto de un 75 % de cóndrulos y un 25 % de partículas, y un manto con un 75 % hielo y un 25 % de partículas, hasta un pequeño núcleo de 85 km que consiste casi en su totalidad de partículas y un manto con un 30 % de hielo y un 70 % de partículas. Con un núcleo grande, el límite entre el núcleo y el manto debe ser lo suficientemente cálido para las bolsas de salmuera. Con un núcleo pequeño, el manto debería permaneces líquido por debajo de los 110 km. En este último caso, una congelación del 2 % del depósito de líquido comprimiría el líquido lo suficiente como para forzar parte de él a salir a la superficie, produciendo criovulcanismo.[cita requerida]
Un segundo modelo de dos capas sugiere una diferenciación parcial de Ceres en una corteza rica en volátiles y un manto más denso de silicatos hidratados. Se puede calcular un rango de densidades para la corteza y el manto a partir de los tipos de meteoritos que se cree que impactaron en Ceres. Con meteoritos de clase CI, la corteza tendría aproximadamente 70 km de espesor y una densidad de 1,68 g/cm3; con meteoritos de clase CM, la corteza tendría aproximadamente 190 km de espesor y una densidad de 1,9 g/cm3 El modelo de mejor ajuste produce una corteza de aproximadamente 40 km de espesor con una densidad de aproximadamente 1,25 g/cm3, y una densidad de manto/núcleo de aproximadamente 2,4 g/cm3.

## Atmósfera
Hay indicios de que Ceres puede tener una atmósfera tenue de vapor de agua por la sublimación del hielo acuoso de la superficie.
El hielo acuoso superficial es inestable a distancias inferiores a 5 ua del Sol, por lo que se espera que se sublime si se expone directamente a la radiación solar. Puede migrar de las capas interiores a la superficie, pero se escapa al espacio en poco tiempo. Como resultado, es difícil detectar la vaporización del agua. A principios de los años noventa del siglo XX fue posible observar agua escapando de las regiones polares, pero no ha llegado a demostrarse de forma inequívoca. Puede que sea posible detectar agua escapando en los alrededores de un cráter de impacto reciente o de las grietas de las capas subsuperficiales. El observatorio espacial International Ultraviolet Explorer detectó cantidades estadísticamente significativas de iones hidróxido cerca del polo norte, que son resultado de la disociación del vapor de agua por la radiación ultravioleta solar.
A principios de 2014, usando datos del observatorio espacial Herschel, se descubrió que había varias fuentes de vapor de agua en latitudes medias concentradas en una área de no más de 60 km de diámetro que emitían aproximadamente 1026 moléculas de agua por segundo (unos 3 kg). En comparación, Encélado y Europa emiten 200 y 7000 kg/s respectivamente.
Dos potenciales regiones de fuentes, designadas Piazzi (123°E, 21°N) y región A (231°E, 23°N), se han observado en el infrarrojo cercano como áreas oscuras (la región A también tiene una área central brillante) por el observatorio W. M. Keck. Los posibles mecanismos para la liberación del vapor son la sublimación de aproximadamente 0,6 km² de hielo expuesto en la superficie, erupciones criovolcánicas resultantes del calor radiogénico interno o  la presurización de un océano subsuperficial debido al crecimiento de una capa superpuesta de hielo. La sublimación superficial debería ser más baja cuando Ceres se encuentra más lejos del Sol, mientras que las emisiones que se alimentan de procesos internos serían independientes de la posición orbital. Los escasos datos disponibles son más compatibles con el estilo de sublimación cometario.

## Origen y evolución
Ceres es un protoplaneta superviviente formado hace 4570 millones de años; junto a Palas y Vesta, uno de los tres únicos planetas que quedan en el sistema solar interior, y el resto se fusionó para formar planetas terrestres, se hizo añicos en colisiones, o fue expulsado por Júpiter. A pesar de la ubicación actual de Ceres, su composición no es consistente con haberse formado dentro del cinturón de asteroides. Parece más bien que se formó entre las órbitas de Júpiter y Saturno, y hubiese sido desviado hacia el cinturón a medida que Júpiter migraba hacia afuera. El descubrimiento de sales de amonio en el cráter Occator apoya un origen en el sistema solar exterior, ya que el amoníaco es mucho más abundante en esa región.[cita requerida]
La evolución geológica de Ceres dependió de las fuentes de calor disponibles durante y después de su formación: la fricción de la acreción de planetesimales y la descomposición de los diferentes radioisótopos —que posiblemente incluyen radioisótopos extintos de vida corta como el aluminio-26—. Ambos procesos se consideran suficientes para permitir, poco después de su formación, la diferenciación del interior en un núcleo rocoso y un manto helado, o incluso en un océano de agua líquida. El hecho de que la sonda Dawn no encontrara evidencia de tal capa sugiere que la corteza original de Ceres fue destruida, o al menos parcialmente, por impactos posteriores, mezclando completamente el hielo con las sales y el material rico en silicatos del antiguo fondo marino y el material debajo.
Ceres posee sorprendentemente pocos cráteres grandes, lo que sugiere que la relajación viscosa y el criovulcanismo han borrado las características geológicas más antiguas.[cita requerida] La presencia de arcillas y carbonatos requiere reacciones químicas a temperaturas superiores a 50 °C, compatibles con la actividad hidrotermal.
Con el paso del tiempo se ha vuelto considerablemente menos activo desde el punto de vista geológico, con una superficie dominada por cráteres de impacto; sin embargo, la evidencia de la Dawn revela que los procesos internos han continuado esculpiendo la superficie en una medida significativa[cita requerida] contrariamente a las predicciones de que el pequeño manto de Ceres habría cesado la actividad geológica interna al principio de su historia.

## Observación y exploración

### Observación

Estructura interna de Ceres.

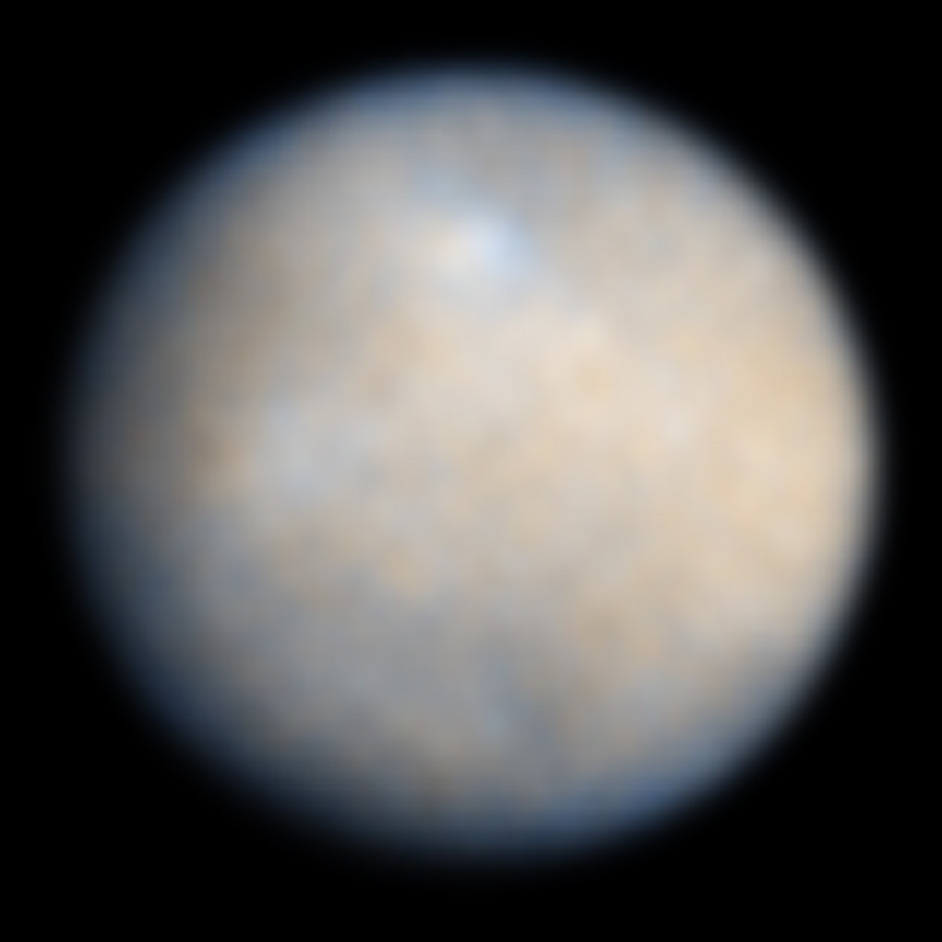
Fotografía de Ceres tomada en 2004.

Tras su descubrimiento, determinar el tamaño de Ceres no fue fácil; William Herschel (1802) estimó un diámetro de 259 km, mientras que Johann Hieronymus Schröter (1811) afirmó un diámetro de 2613 km. Por otra parte, la limitada capacidad de los telescopios de principios del siglo XIX a menudo generaba un halo visual alrededor de Ceres, que fue interpretado como la atmósfera del planeta por Schröter. Algunas mejoras se produjeron en la segunda mitad del siglo con la difusión del catálogo estelar Bonner Durchmusterung en 1852 y con la introducción de distintas mejoras técnicas, como la fotometría en 1861, sin embargo la ausencia de un valor compartido para el albedo de Ceres provocó que las estimaciones propuestas para su diámetro continuaran siendo muy variables.
En 1895, Edward Emerson Barnard calculó el diámetro de Ceres en 781 ± 87 km, valor revisado en 1901 en 706 ± 86 km. Estos valores se tomaron como correctos en los cincuenta años siguientes. Nuevos trabajos de investigación, publicados en las décadas de 1960 y 1970, propusieron nuevas estimaciones basadas principalmente en las mediciones fotométricas, que arrojaban entre 1020 y 1220 km, con una incertidumbre de unos 100 km. También se propusieron las primeras medidas de la masa de Ceres, superiores al valor aceptado hoy en día.
En 1982, Lutz Dieter Schmadel identificó el objeto 1899 OF con Ceres.
Una ocultación de una estrella por Ceres fue observada en México, Florida y a lo largo del Caribe el 13 de noviembre de 1984. Con ello se pudo acotar el tamaño máximo y determinar, de un modo burdo, la forma del mismo (prácticamente esférico).
En 2001, el telescopio espacial Hubble fotografió Ceres. Las imágenes obtenidas eran de baja resolución, pero confirmaron que Ceres es esférico y mostraron un punto claro en su superficie, que fue interpretado como probablemente un cráter. El hipotético cráter fue apodado "Piazzi" por el nombre del descubridor de Ceres.
Ceres fue visible a finales de 2002 usando prismáticos.
Más recientemente, Ceres fue estudiado con el observatorio W. M. Keck. Usando óptica adaptativa, se logró una resolución de 50 km/px, sobrepasando los resultados del Hubble. El W. M. Keck fue capaz de distinguir dos rasgos grandes de albedo oscuro, probablemente cráteres de impacto. El mayor tiene una región central más brillante. "Piazzi" no era visible en las imágenes del Keck.

### Exploración
En septiembre de 2007, la NASA lanzó la sonda Dawn (en inglés, amanecer) para visitar Ceres y el asteroide Vesta. Entró en la órbita de Vesta en julio de 2011, y lo observó durante poco más de un año. En septiembre de 2012, la sonda abandonó Vesta y tras un viaje de tres años, en marzo de 2015, llegó a Ceres, convirtiéndose así en la primera misión de exploración a un planeta enano, por delante de la misión New Horizons a Plutón. La información proporcionada por la sonda situó "Piazzi" en la proximidades del cráter Dantu, permitiendo observar otros accidentes de la superficie de Ceres como la montaña Ahuna Mons.
En 2015 se anunció el proyecto Ceres Polar Lander, vinculado a la NASA. Por su parte la Administración Espacial Nacional China tiene entre sus proyectos el lanzamiento de una sonda a Ceres con la intención de recoger muestras pero la misión está prevista para la década de 2020.
| Mapa de Ceres                                                                       |
| ----------------------------------------------------------------------------------- |
| Mapa de Ceres a partir de la información enviada por la sonda Dawn (marzo de 2015). |